# Serbia na Letnich Igrzyskach Olimpijskich 2008
Serbię na Letnich Igrzyskach Olimpijskich 2008 reprezentowało 92 zawodników w 11 dyscyplinach.
Był to 2. start reprezentacji Serbii na letnich igrzyskach olimpijskich. Poprzedni występ miał miejsce podczas Letnich Igrzysk Olimpijskich 1912 w Sztokholmie. Wcześniej zawodnicy serbscy występowali w igrzyskach olimpijskich w reprezentacji SFR Jugosławii (1920-1992), Jugosławii (1996-2002) oraz Serbii i Czarnogóry (2006).

## Zdobyte medale
| Medal  | Zawodnik | Dyscyplina   | Konkurencja                      |
| ------ | --- | ------------ | -------------------------------- |
| Srebro | Milorad Čavić | Pływanie     | 100 m stylem motylkowym mężczyzn |
| Brąz   | Novak Đoković | Tenis ziemny | gra pojedyncza mężczyzn          |
| Brąz   | Aleksandar Ćirić Filip Filipović Živko Gocić Branko Peković Duško Pijetlović Andrija Prlainović Nikola Rađen Aleksandar Šapić Dejan Savić Denis Šefik Slobodan Soro Vanja Udovičić Vladimir Vujasinović | Piłka wodna  | turniej drużynowy mężczyzn       |